# 米其林宫
米其林宫（Michelin House）是位於英國倫敦切爾西富勒姆路81號的一座建築。

## 历史
最初作為輪胎企業米其林在英國的總部使用。這座建築啟用於1911年1月20日。1987年之後，這座建築轉為多種用途，包括商店、餐廳、酒吧和辦公樓。外觀具有早期摩登和装饰风艺术風格。

## 外部連結
- Bibendum Restaurant （页面存档备份，存于）
- The Conran Shop （页面存档备份，存于）